# Ричард Талер
Ричард Талер (енгл. Richard Thaler; Ист Оринџ, 12. септембар, 1945) амерички је економиста и добитник Нобелове награде за економију 2017. године.
Ричард Талер је професор бихевиорализма и економије на Универзитету у Чикагу. Талер је 2015. био председник Америчког економског удружења.
Талер је теоретичар бихевиоралне економије и више пута је сарађивао са Даниелом Канеманом, Амосом Тверским и другима. Године 2018. изабран је за члана Националне академије наука.
Године 2017. добио је Нобелову  награду из економије за допринос економији понашања. У својој објави Нобелове награде Краљевска шведска академија наука изјавила је да су његови „доприноси изградили мост између економске и психолошке анализе индивидуалног одлучивања. Његова емпиријска открића и теоријски увиди били су кључни у стварању новог и брзо растућег поља бихевиоралне економије. “  

## Лични живот
Талер је рођен у Ист Оринџу у држави Њу Џерзи у јеврејској породици.  Његова мајка била је учитељица, а касније агент за промет некретнина,  док је његов отац био актуар.  Одрастао је са два млађа брата.
Из првог брака има троје деце, а сада је ожењен Франце Лецлерц, бившом професорком маркетинга на Универзитету у Чикагу и страственим фотографом.  

## Образовање
Талер је дипломирао на Неварк Академији у Њу Џерзију , магистрирао 1970, и докторирао 1974. године на Универзитету у Рочестеру, написавши своју тезу на тему "Вредност спашавања живота: процена тржишта".

## Академска каријера
По завршетку студија, Талер је започео каријеру као професор на Универзитету у Рочестеру.
Између 1977. и 1978. године, Талер је провео годину дана на Универзитету Станфорд сарађујући и истражујући са Даниелом Канеманом, Амосом Тверским, који су му пружили теоријски оквир како би одговарао многим економским аномалијама које је идентификовао, попут ефекта задужбине . 
Од 1978. до 1995. године Талер је члан тима на Пословном факултету на Универзитету Корнел. 
Привукао је пажњу писањем колумни у угледном "Часопису економских перспектива" који је објавила Америчка економска асоцијација, те му је понуђена позиција на Универзитету у Чикагу 1995. године, где је од тада предавао.

## Списи

### Књиге
Талер  је написао низ књига намењених читаоцима лаицима на тему бихевиоралне економије, укључујући Квазирационалну економију и Победничко проклетство, од којих последња садржи многе његове колумне "Аномалије" ревидиране и прилагођене широј публици. 
Талер се залаже за либертаријански патернализам, који описује јавне и приватне социјалне политике које воде људе до доношења добрих и бољих одлука путем "гуркања", а да им се притом не одузме слобода избора или значајно промене њихови економски подстицаји.  Пример за то се може видети у Нудге-у - "Побољшање одлука о здрављу, богатству и срећи", кроз подразумеване вредности давања органа. У Сједињеним Државама грађани морају да се одлуче за донирање својих органа, док у Аустралији грађани морају да се одлуче ако не желе да донирају. Сходно томе, Аустралија има много веће стопе донирања органа од Сједињених Држава. 
Године 2015. Талер је написао "Лоше понашање: Стварање бихевиоралне економије" (историју развоја бихевиоралне економије), "део мемоара, делимични напад на расу економиста која је доминирала академијом - посебно на Чикашку школу која је доминирала економском теоријом на Универзитету у Чикагу - током већег дела другог половине 20. века". 

### Остали списи
Талер је привукао одређену пажњу на пољу економије објављивањем редовне колумне у "Часопису економских перспектива" од 1987. до 1990. године под називом Аномлије  у којој је документовао појединачне случајеве економског понашања за које се чинило да крше традиционалну микроекономску теорију.   
У раду из 2008. године,  Талер и колеге су анализирали изборе такмичара који су се појавили у популарној ТВ емисији Договор или не, и пронашли подршку за тврдње бихевиоралиста о ставовима ризика који зависе од пута. Такође је проучавао сарадњу и преговарање на британским играма "Златне лопте" и "Подељене".  
Као колумниста Њујорк тајмса, Талер је започео серију економских решења за неке америчке финансијске невоље, почев од "Продаја делова радио-спектра могла би да помогне у смањењу америчког дефицита", позивајући се на идеје Томас Хазлета за реформу америчке Федералне комисије за комуникације. 

## Нобелова награда
Талер је 2017. године добио Нобелову меморијалну награду за економију за "уграђивање реалистичних психолошких претпоставки у анализе економског одлучивања. Истражујући последице ограничене рационалности, социјалних преференција и недостатка самоконтроле, показао је како ове људске особине систематски утичу на појединачне одлуке као и на тржишне исходе". 
Одмах након проглашења награде за 2017. годину, професор Бјорн Петер Гарденфорс, члан Одбора за награде за економске науке, рекао је у интервјуу да је Талер "економију учинио хуманијом". 
Након сазнања да је добио Нобелову награду, Талер је рекао да је његов најважнији допринос економији "признање да су економски агенси људи и да то морају да укључују економски модели".  У знак климања понекад неразумном понашању које је толико опширно проучавао, такође се нашалио да је награду намеравао да потроши „што нерационалније“. 
Међутим, Талеров избор није наишао на универзално признање; Роберт Џемс Схилер (један од лауреата за 2013. годину) приметио је да неки економисти још увек виде Талерову инкорпорацију психолошке перспективе у економски оквир као сумњив предлог. 
У хронологији Талеровог пута до нобеловца, Џон Касиди примећује да, иако Талерова теорија "гурања" можда неће превазићи сваки недостатак традиционалне економије, она се барем ухватила у коштац с њима "на начине који су дали важне увиде у областима од финансија до међународног развоја". 

## Остале почасти и награде
Поред добијања Нобелове меморијалне награде за економске науке, Талер има и многе друге почасти и награде. Члан је Националне академије наука, Америчке академије уметности и наука, члан Америчког удружења за финансије и још много тога. 

## Бихевиоралне финансије и друге примене у политици
Таалер је такође оснивач компаније за управљање имовином, "Фулер и Талер Менанџмент",  која верује да ће инвеститори искористити когнитивне пристрасности као што су ефекат задужбине, аверзија према губицима и пристрасност статус куо-а .  Од 1999. године био је директор поменуте фирме  чији је суоснивач 1993. године. Расел Фулер, задужен за свакодневно пословање фирме, рекао је да је Талер променио економску професију тиме што "не  пише радове који су препуни математике. Пише радове који су пуни здравог разума". 
Од 1991. године Талер је такође био и ко-директор Националног бироа за економска истраживања Пројекат бихевиоралне економије. 
Таалер је такође био укључен у оснивање тима за увид у понашање, који је првобитно био део кабинета британске владе. 

## Занимљивост
Талер се појавио као он у филму Опклада века  из 2015. године, који говори о колапсу кредитног и стамбеног балона који је довео до глобалне финансијске кризе 2008. године .  Током једне од излагачких сцена филма, помогао је поп звезди Селени Гомез да објасни "заблуду врућих руку", у којој људи верују да ће се све што се сада догађа и даље дешавати у будућности. 

## Публикације

### Књиге
- Талер, Ричард; (1992); Проклетство победника: парадокси и аномалије економског живота
- Талер, Ричард; (1993); Напредак у бихевиоралним финансијама
- Талер, Ричард; (1994); Квази рационална економија
- Талер, Ричард; (2005); Напредак у бихевиоралним финансијама, том II (серија округлог стола у економији понашања)
- Талер, Ричард и Кес Сунштајн (2009);(ажурирано издање); Нудге: Побољшање одлука о здрављу, богатству и срећи
- Талер, Ричард; (2015); Лоше понашање: Стварање бихевиоралне економије

### Објављени радови
Талер је објавио преко 90 радова у разним изворима, у финансијским, пословним и економским часописима. 